# Mathematical Notes
Mathematical Notes is een internationaal, aan collegiale toetsing onderworpen wetenschappelijk tijdschrift op het gebied van de wiskunde.
De naam wordt in literatuurverwijzingen meestal afgekort tot Math. Notes.
Het tijdschrift is een vertaling van het Russische tijdschrift Matematicheskie Zametki en verschijnt simultaan met het origineel.
Het wordt uitgegeven door Springer Science+Business Media namens de Russische Academie van Wetenschappen en verschijnt maandelijks.
Het eerste nummer verscheen in 1967.